# 过建春
过建春（1965年12月—），汉族，云南永胜人，中华人民共和国政治人物、农业政策学者，九三学社中央委员会常务委员，第十三届全国政协委员。

## 生平
先后在云南农业大学、山东农业大学、华南农业大学、德国吉森大学学习，获得学士、硕士和博士学位。
1986年7月本科毕业后，留在云南农业大学任教。1992年9月，赴华南热带农业大学任教，历任经贸学院副院长、经贸学院常务副院长、教务处处长等职务。2007年8月，海南大学与华南热带农业大学合并后，历任儋州校区管委会副主任、旅游学院院长等职务。
2008年3月，任海南热带海洋学院（原琼州学院）副校长。2016年12月，转任海南师范大学副校长。2017年6月，当选为九三学社海南省委员会主任委员。2022年3月，升任海南师范大学校长。
2023年1月，当选为海南省人大常委会副主任。